# Гербеда Ніна Оксенівна
Ніна Оксенівна Гербеда (Рудницька) (нар. 6 січня 1953, село Видибор, тепер Черняхівського району Житомирської області) — українська радянська діячка, маляр-штукатур Житомирського домобудівного комбінату. Депутат Верховної Ради УРСР 10—11-го скликань.

## Біографія
Освіта середня спеціальна.
З 1970 до 2000 року — маляр-штукатур Житомирського домобудівного комбінату Житомирської області.
Потім — на пенсії в місті Житомирі[джерело?].

## Нагороди
- орден «Знак Пошани» (1977)
- медалі